# Phoringopsis
Phoringopsis là một chi thực vật có hoa trong họ, Orchidaceae.